# 黃尾雙臀刺隆頭魚
黃尾雙臀刺隆頭魚，為輻鰭魚綱鱸形目隆頭魚亞目隆頭魚科的其中一種，分布於中西太平洋區，包括菲律賓、印尼、帛琉、新幾內亞、澳洲大堡礁等海域，棲息深度3-25公尺，本魚稚魚頭部到尾鰭有3條寬的黑色斑紋，隨著成長，低處斑紋消失而上面的斑紋是比較不明顯，成魚尾鰭從黑色變成黃色，頭部鱗片小，唇厚，尾鰭圓形到截形，腹鰭圓，體長可達10公分，棲息在珊瑚生長的潟湖和珊瑚礁，生活習性不明，可作為觀賞魚。